# Пранас Довідайтіс
Пранас Довідайтіс (лит. Pranas Dovydaitis; 2 грудня 1886 — 4 листопада 1942) — литовський науковець і політик, прем'єр-міністр Литви від 12 березня до 12 квітня 1919 року. Також журналіст, шкільний педагог, один із редакторів «Литовської енциклопедії». Професор філософії історії Університету Вітовта Великого.
Жертва радянської окупації. 7 травня 2000 року Папа Римський Іван Павло II оголосив його мучеником за християнську віру.

## Життєпис
Народився у селі Рункяй (Сувальська губернія, Королівство Польське, Російська імперія (нині — Маріямпольське самоврядування, Литва).
Закінчив гімназію в Маріямполі та юридичний факультет Московського університету, де в 1912 році захистив дисертацію. Повернувшись у Литву, редагував журнали «Viltis» (Надія) і «Saulės» (Сонце), де співпрацював з Антанасом Смятоною.
З 1916 року викладає в каунаській гімназії, директором якої став пізніше.
У 1918 році обраний від християнсько-демократичної партії в Литовську Тарібу, разом з іншими членами якої підписав 16 лютого 1918 Акт про незалежність Литви. Наступного року протягом місяця очолював уряд країни після відставки Міколаса Сляжявічуса.
Потім повернувся до викладацької діяльності — спершу в гімназії та на вищих курсах в Каунасі, а 1922 року став професором філософії історії знову заснованого Університету Вітовта Великого.
Від 1931 року — заступник голови редакційної колегії «Литовської енциклопедії».

## Російська окупація та вбивство
Після окупації Литви військами СРСР у 1940 році спершу просто звільнений з посади, але 14 червня 1941 року разом із родиною заарештований органами НКВД. Утримувався у каунаській тюрмі, а згодом етапований до Старобільського концтабору ГУЛАГ СССР на території України. Звідти — у концтабір на південному Уралі, де працював на каторжних роботах у ліспромі. 13 липня 1942 року у гурті 30 інтелектуалів виділений з концтабору і переведений до свердловської в'язниці НКВД, де його піддали тривалим тортурам.
Убитий у в'язниці НКВД СССР у Свердловську (нині Єкатеринбург) 4 листопада 1942 року. Місце поховання невідоме.

## Вшанування
Експозиція, що присвячена членам Кабінету Міністрів Литви, наявна у Меморіальному комплексі жертв політичних репресій (м. Єкатеринбург).